# Maurice van Herzele
Maurice van Herzele (Sint-Lievens-Houtem, 10 de febrero de 1917 - Sint-Lievens-Houtem, 8 de febrero de 1998) fue un ciclista belga, que fue profesional entre 1936 y 1952. Su principal éxito fue la victoria a la Vuelta en Bélgica de 1947.

## Palmarés
- 1936
  - 1r a la Lille-Bruselas-Lille
  - 1r a la Vuelta en Bélgica de la categoría independientes
  - Vencedor de 2 etapas de la Vuelta en Luxemburgo
- 1937
  - 1º en Strombeek-Bever
- 1942
  - 1º en el Gran Premio de Valònia
- 1945
  - 1º en  Erembodegem-Terjoden
  - 1º en Sint-Lievens-Houtem
  - 1º en el Circuito de las Regiones fronterizas
- 1946
  - 1º en  la Tielt-Amberes-Tielt
  - 1º en el Gran Premio de las Ardenes
- 1947
  - 1r a la Vuelta en Bélgica
- 1948
  - 1º en  la Sint-Lievens-Houtem
- 1949
  - 1º en el Circuito de las Tres Provincias
- 1950
  - 1º en  la Schelde-Dender-Leie